# Henryk Piątkowski (generał)
Henryk Tadeusz Piątkowski ps. „Grzmot”, „Błyskawica” (ur. 11 lipca 1902 w Brzezince, zm. 1 kwietnia 1969 w Penley w Walii) – pułkownik dyplomowany piechoty Wojska Polskiego, kawaler Orderu Virtuti Militari. W 1964 mianowany przez władze emigracyjne generałem brygady.

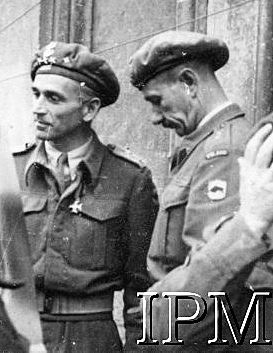
Feliks Henryk Machnowski i Henryk Piątkowski (czerwiec 1944, opodal Jelsi we Włoszech)

## Życiorys
Urodził się w rodzinie Władysława. Uczył się w C. K. Gimnazjum VIII we Lwowie. W 1917 wstąpił do Polskiej Organizacji Wojskowej (POW). W listopadzie 1918 walczył w obronie Lwowa jako szef kompanii sztabowej.
Od stycznia 1919 służył w 5 pułku piechoty Legionów, następnie w Brygadzie Strzelców Lwowskich. Od 1 czerwca 1919 podporucznik. Słuchacz Szkoły Podchorążych Piechoty, następnie w kadrze tej szkoły. Awans na stopień porucznika uzyskał 1 czerwca 1921.
W tym czasie uprawiał lekkoatletykę. Był mistrzem Polski w sztafecie 4 × 100 metrów w 1925, wicemistrzem w biegu na 110 metrów przez płotki i w sztafecie 4 × 100 metrów w 1924, a także brązowym medalistą w biegu na 100 metrów w 1924 i w biegu na 200 metrów w 1923. Dwukrotnie ustanawiał rekordy Polski: w biegu na 200 metrów przez płotki czasem 29,4 s (30 września 1923 w Warszawie) i w sztafecie 4 × 100 metrów wynikiem 45,4 s (12 września 1925 w Warszawie). Był zawodnikiem Polonii Warszawa.
Podczas przewrotu majowego wraz ze Szkołą Podchorążych Piechoty opowiedział się po stronie wojsk rządowych. Oddział pod jego dowództwem obsadził Most Poniatowskiego. Por. Piątkowski był obecny podczas rozmowy marszałka Józefa Piłsudskiego z prezydentem Stanisławem Wojciechowskim i to on na pytanie Piłsudskiego, czy będzie do niego strzelał, odpowiedział, że tak, bo taki otrzymał rozkaz.
Od września 1927 do września 1930 był dowódcą plutonu i kompanii w 1 batalionie strzelców w Chojnicach. 1 stycznia 1930 otrzymał awans na kapitana. Od października 1930 do października 1932 był słuchaczem Wyższej Szkoły Wojennej w Warszawie. Następnie służył jako I oficer sztabu w dowództwie 1 Dywizji Piechoty Legionów w Wilnie (do kwietnia 1934) oraz dowództwie 7 Dywizji Piechoty w Częstochowie (do maja 1935). Do stycznia 1936 dowodził kompanią w 27 pułku piechoty w Częstochowie.
Od stycznia 1936 był oficerem do zleceń w Sztabie Głównym Wojska Polskiego. Na stopień majora został mianowany ze starszeństwem z 19 marca 1937 i 131. lokatą w korpusie oficerów piechoty.
Po kampanii wrześniowej przedostał się do Rumunii, tam internowany. Po ucieczce działał w Stambule, a następnie w sztabie Wojska Polskiego na Środkowym Wschodzie. Od lutego służył w dowództwie Samodzielnej Brygady Strzelców Karpackich, od października 1942 do sierpnia 1943 był jej szefem sztabu. Awansował na podpułkownika dyplomowanego w maju 1943. Do maja 1944 był szefem sztabu 3 Dywizji Strzelców Karpackich, brał udział w bitwie o Monte Cassino. 

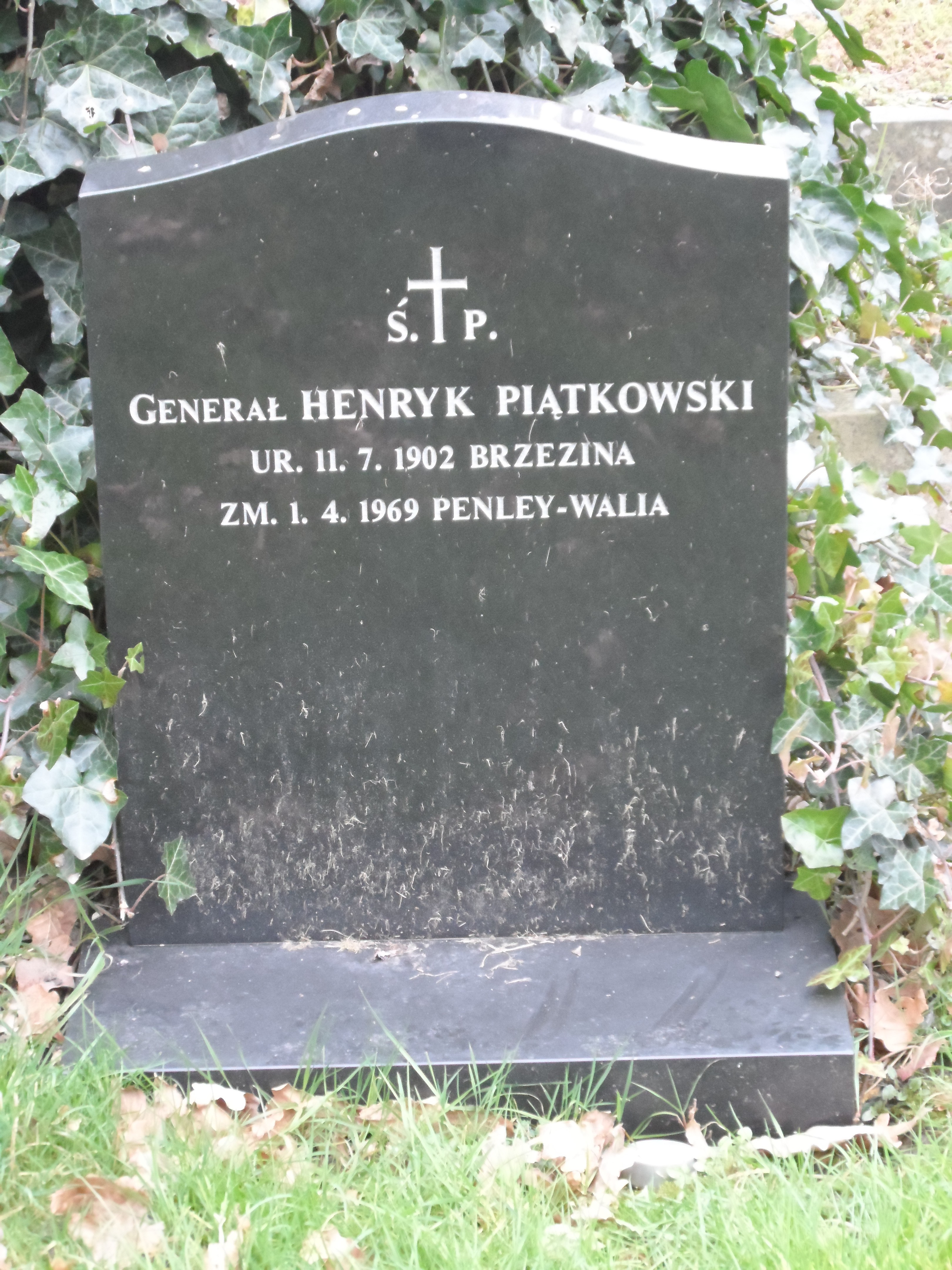
Grób Henryk Piątkowski

Od czerwca do listopada 1944 dowodził 5 Wileńską Brygadą Piechoty, m.in. w bitwie o Ankonę. Od września 1944 pułkownik dyplomowany. Od listopada 1944 do września 1946 I zastępca Szefa Sztabu Naczelnego Wodza. Później w Polskim Korpusie Przysposobienia i Rozmieszczenia. Pozbawiony obywatelstwa polskiego dekretem Tymczasowego Rządu Jedności Narodowej z 6 września 1946, uchylonym w 1971 roku. Członek Polskiego Towarzystwa Naukowego na Obczyźnie.
Naczelny Wódz, generał broni Władysław Anders awansował go na generała brygady ze starszeństwem z dniem 1 stycznia 1964. Zmarł w Penley. Został pochowany na Cmentarzu South Ealing w Londynie.

## Publikacje
- Bitwa o Monte Cassino (Rzym 1944)
- Kampania wrześniowa w Polsce 1939 r. (Londyn 1946)
- Wkład Polaków do II wojny światowej (Rzym-Londyn 1945)
- Krytyczny rozbiór bitwy warszawskiej 1920 roku (Londyn 1957)

## Awanse
- podporucznik – ze starszeństwem z dniem 1 czerwca 1919
- porucznik – ze starszeństwem z  dniem 1 czerwca 1921
- kapitan – ze starszeństwem z dniem 1 stycznia 1930
- major – ze starszeństwem z dniem 19 marca 1937
- podpułkownik – ze starszeństwem z dniem 3 maja 1943
- pułkownik – ze starszeństwem z dniem 7 września 1944
- generał brygady – ze starszeństwem z dniem 1 stycznia 1964

## Ordery i odznaczenia
- Krzyż Złoty Orderu Wojennego Virtuti Militari nr 75
- Krzyż Srebrny Orderu Virtuti Militari nr 8609
- Krzyż Walecznych
- Złoty Krzyż Zasługi (10 listopada 1938)[8]
- Medal Niepodległości (2 sierpnia 1931)[9]
- Srebrny Krzyż Zasługi (19 marca 1935)[10]
- Krzyż Pamiątkowy Monte Cassino[11]

5 listopada 1935 Komitet Krzyża i Medalu Niepodległości rozpatrzył ponownie jego wniosek lecz Krzyża Niepodległości nie przyznał.